# Jorge Yanai
Jorge Yoshiaki Yanai (Bandeirantes, 19 de fevereiro de 1948) é um médico e político brasileiro, sem partido.

## Vida pessoal e formação acadêmica
De ascendência japonesa, Yanai formou-se em medicina em Curitiba na Universidade Federal do Paraná. Migrou para Sinop, Mato Grosso em 1980, onde se dedicou à medicina e pecuária. Casou-se com Marina Toshimi Yanai, com quem tem dois filhos: Douglas Yanai e Evelyn Yanai Cattoni.[carece de fontes?]

## Carreira política
Nas eleições de 1990 elegeu-se deputado estadual de Mato Grosso pelo então PFL. Na Assembleia Legislativa foi líder do governo Jaime Campos.
Em 2002 foi eleito o segundo suplente do senador eleito Jonas Pinheiro. Concorreu a como vice-prefeito de Sinop na chapa de Paulo Fiúza, não logrando êxito.
Assumiu o mandato de senador entre 6 de maio e 9 de setembro de 2010 em virtude de licença médica do titular Gilberto Goellner, tornando-se o primeiro senador da República de origem japonesa.
Em 2014, foi eleito primeiro-suplente de Wellington Fagundes, para o Senado Federal.